# Aceratherium
Aceratherium is een geslacht van uitgestorven neushoorns (Rhinocerotidae). Het geslacht leefde van het Oligoceen tot het Plioceen. De typesoort is Aceratherium incisivum Kaup, 1832, gevonden in Eppelsheim, Duitsland.

## Beschrijving
Aceratherium was een tweehonderddertig centimeter lange neushoorn, werd hooguit honderdtwintig centimeter hoog en woog bijna een ton.

## Fossielen
Fossielen van Aceratherium zijn in Europa, Afrika en Azië gevonden. Voorbeelden zijn Thailand en Kenia.

## Taxonomische geschiedenis
In 1822 gaf Georges Cuvier de naam Rhinoceros incisivus aan een losse snijtand uit een bovenkaak, die gevonden was bij Weisenau in Duitsland, in een laag die gedateerd is als midden Mioceen. De snijtand bleek later van een vertegenwoordiger van de geslachtengroep Teleoceratini te zijn, wel van de familie Rhinocerotidae maar niet de groep waartoe Aceratherium wordt gerekend. In 1832 beschreef Johann Jakob Kaup twee volledige schedels die in een laag van het Laat-Mioceen bij Eppelsheim waren gevonden. Hij plaatste ze in het nieuwe geslacht Aceratherium maar gebruikte Cuviers soortnaam, als Aceratherium incisivum. De naam is daarna als Aceratherium incisivum Kaup in gebruik geraakt. In 2004 deden Giaourtsakis en Heissig een voorstel om die naam te conserveren ten koste van de naam Aceratherium incisivum (Cuvier, 1822), met name om potentiële verwarring over het typemateriaal (Cuviers tand versus Kaups schedels) uit te sluiten.
Nadat Kaup de geslachtsnaam had gepubliceerd, zijn tal van soorten in het geslacht geplaatst, in totaal zo'n tachtig, vooral soorten die moeilijk plaatsbaar leken in een ander geslacht. Veel van die soortnamen zijn in latere revisies gesynonimiseerd, en van de overgebleven soorten is een groot deel uiteindelijk in andere, vaak nieuw benoemde, geslachten geplaatst.

## Soorten
Volgens Deng et al. (2013) bestaat het geslacht uit de volgende soorten:
- Aceratherium depereti Borissiak, 1927
- Aceratherium incisivum Kaup, 1832
- Aceratherium porpani Deng, Hanta & Jintasakul, 2013